# Cratère de Strangways

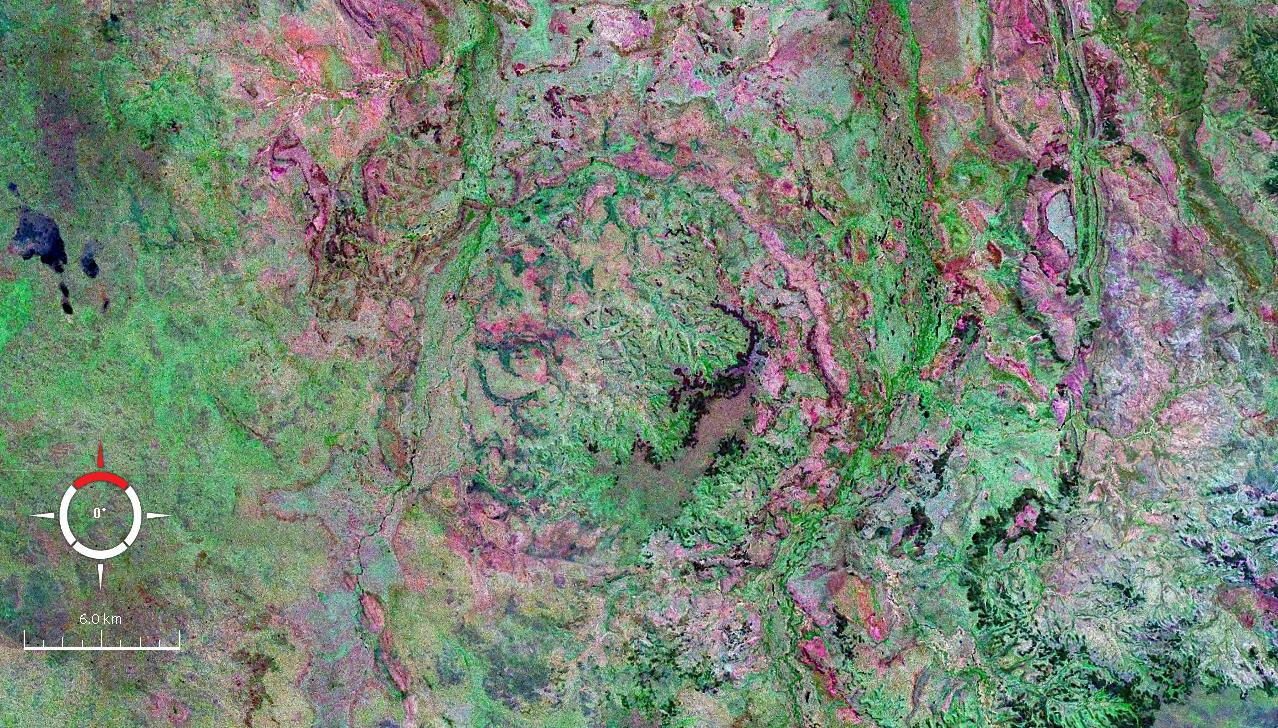
Cratère de Strangways

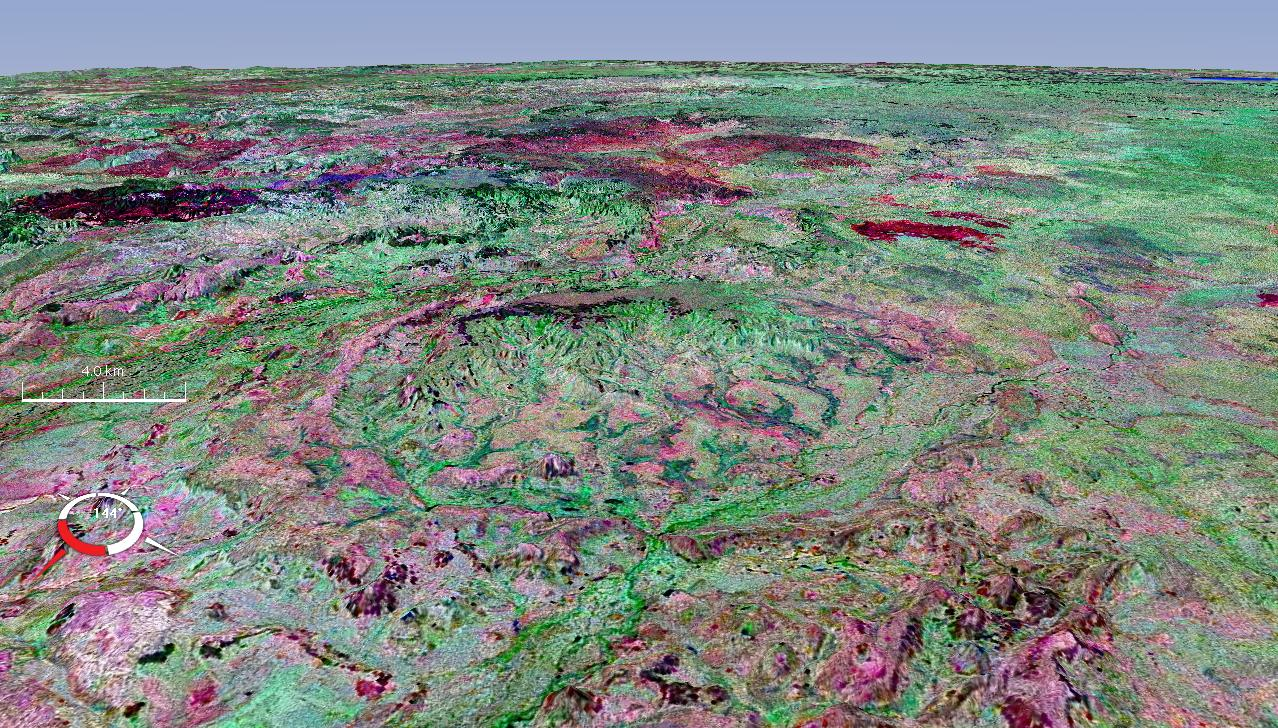
Vue oblique du cratère

Strangways est un cratère d'impact situé dans le Territoire du Nord en Australie.
Son diamètre est d'environ 16 km, et son âge est estimé à 646 ± 42 millions d'années. Difficile d'accès, il n'a été découvert qu'en 1971.